# Musculus fibularis longus
Der Musculus fibularis longus (lat. für „langer Wadenbeinmuskel“) ist einer der wadenbeinseitigen Muskeln des Unterschenkels. Besonders im klinischen Alltag wird er trotz der Namensänderung in der Terminologia Anatomica (von 1998) häufig noch als Musculus peroneus longus bezeichnet. Sein Ursprung ist am proximalen Ende der Fibula und des Condylus lateralis tibiae. Sein Ansatz ist wie beim Musculus tibialis anterior am Os cuneiforme mediale (plantar) und am Os metatarsale I (Basis). Die Sehnen der Musculi tibialis anterior et fibularis longus bilden zusammen den sogenannten „Steigbügel“.
Der Name rührt daher, dass von medial (innen) die Sehne des Musculus tibialis anterior und von lateral (außen) diejenige des Musculus fibularis longus den Fuß wie ein Steigbügel umschließen. Am Übertritt über den Außenknöchel wird die in einer Sehnenscheide liegende Sehne des Musculus fibularis longus zusammen mit der des Musculus fibularis brevis von den Retinacula musculorum fibularium stabilisiert.
Bei Pferden ist der Musculus fibularis longus nicht ausgebildet.

## Funktion
Die Aufgaben des Musculus fibularis longus sind Plantarflexion (Ausstrecken nach unten) und Pronation des Fußes. Durch ihren Querverlauf gibt die Sehne dem Quergewölbe des Fußes Stabilität.
Bei Tieren wirkt der Muskel als Beuger des Sprunggelenks.